# Autorità dei bacini regionali romagnoli
L'Autorità dei bacini regionali romagnoli era una delle Autorità della Regione Emilia-Romagna nel settore della difesa del suolo. 

## Storia
Si trattava di un ente pubblico economico che gestiva i bacini idrografici di Lamone, Fiumi Uniti, Canale Candiano, Bevano, Savio e Rubicone. La sua sede amministrativa era a Forlì. Nel maggio del 2017 è stata assorbita dalla Autorità di bacino distrettuale del fiume Po.